# 萧娴
萧娴（1902年—1997年1月16日），字稚秋，号枕琴室主，又号蜕阁，贵州貴築（今贵阳市）人，中国女书法家。

## 生平
萧娴其父萧铁珊是孙中山的重要追随者之一。萧娴三岁即随全家迁居广州，七岁时正式开始学习书法。1923年，萧娴随父迁居上海，拜入康有为门下学习书法，1927年结婚，后定居南京。1937年，抗战爆发后，萧娴全家流亡西北各地，1946年，方得以回乡。
中华人民共和国成立后，萧娴选择留在南京，加入了民革，后受聘为江苏省文史馆館员。四人幫被捕後，她從櫥櫃裡找出瓶好酒，斟了一杯，自己對自己說：“喝了吧，願天下從此太平！”一口干了！接著寫了一副對聯：“明月千家滿，春風一夜來。”1997年病逝于南京。

## 艺术风格
萧娴书法以“三石一盘”（篆书《石鼓文》、隶书《石门颂》、楷书《石门铭》、篆书《散氏盘》）为宗，取法乎古，追求“重、拙、大”。